# Bergroodmus
De bergroodmus (Carpodacus puniceus) is een zangvogel uit de familie Fringillidae (Vinkachtigen).

## Verspreiding en leefgebied
Deze soort komt voor in de Himalaya en telt 5 ondersoorten:
- Carpodacus puniceus kilianensis: westelijk China.
- Carpodacus puniceus humii: van zuidoostelijk Kazachstan, Kirgizië en Tadzjikistan tot de noordwestelijke Himalaya.
- Carpodacus puniceus puniceus: de centrale Himalaya en zuidelijk Tibet.
- Carpodacus puniceus sikangensis: zuidelijk centraal China.
- Carpodacus puniceus longirostris: centraal China.